# 小名浜大原
小名浜大原（おなはま おおはら）は、福島県いわき市の大字である。郵便番号は971-8111。

## 地理
いわき市南東部の小名浜地区に属し、地区中部に位置する。北で小名浜住吉、小名浜相子島、東で小名浜岡小名、南小名浜、西で小名浜南富岡とそれぞれ隣接する。概ね町村制施行以前の磐前郡大原村の流れを汲む地域である。藤原川中下流域左岸および支流の矢田川流域の平地を範囲とする。小名浜郊外の住宅地、商業地が広がる。小名浜岡小名内に所在するいわき東警察署及び小名浜に所在する小名浜消防署がそれぞれ管轄にあたる。

### 主な字
字
- 曲淵
- 東田
- 東田林
- 蛭田畑合
- 内城
- 岸前

- 上坪
- 中坪
- 餓鬼塚
- 一本松
- 小屋
- 堀米

- 六反田
- 芳原
- 東細野地
- 新堀
- 西細野地
- 富岡前

- 西橋本
- 東橋本
- 丁新地
- 丙新地
- 乙新地
- 甲新地

- 北君ケ塚
- 中野地
- 原木田前
- 下小滝
- 上小滝
- 小滝山根

字の表記が無い地区
- 六反田町
- 小滝町

### 河川
- 藤原川
  - 矢田川

## 歴史
- 1879年1月27日 - 湯長谷藩領大原村が福島県内における郡区町村制の施行により磐前郡の村となる[4]。
- 1889年4月1日 - 町村制の施行により大原村が住吉村、林城村、相子島村、南富岡村、岡小名村、島村、金成村、岩出村、野田村と合併し、磐前郡玉川村が発足する。旧大原村域は玉川村の大字となる[4]。
- 1896年4月1日 - 磐前郡と周辺郡との合併により石城郡が発足し、石城郡玉川村となる[4]。
- 1931年8月15日 - 石城郡小名浜町に編入され、小名浜町の大字となる[4]。
- 1954年3月31日 - 小名浜町が泉町、渡辺村、江名町と合併、磐城市が発足し、磐城市の大字となる[4]。
- 1966年10月1日 - 磐城市が平市・常磐市・内郷市・勿来市、石城郡小川町・遠野町・四倉町・川前村・田人村・好間村・三和村、双葉郡久之浜町・大久村と合併しいわき市となり、いわき市小名浜地区の大字となる[4]。
- 1975年 - 一部が分離し小名浜へ編入される。[4]。

## 世帯数と人口
2023年10月31日現在の世帯数と人口は以下の通りである。
| 大字       | 世帯数   | 人口   |
| ---------- | -------- | ------ |
| 小名浜大原 | 3095世帯 | 6930人 |

## 小・中学校の学区
市立小・中学校に通う場合、学区は以下の通りとなる。
| 番地 | 小学校                   | 中学校                     |
| ---- | ------------------------ | -------------------------- |
| 全域 | いわき市立小名浜西小学校 | いわき市立小名浜第一中学校 |

## 交通

### 道路
- 国道6号常磐バイパス
  - 南富岡橋
- 一級市道隼人大原線
- 一級市道南富岡元分線
- 市道花畑町相小島線（旧福島県道66号小名浜小野線、大原街道）

## 施設
- いわき市立小名浜西小学校
- ヨークタウン アクロスプラザ大原
- マルト 君ケ塚店